# Montserrat Fuster Cabrer
Montserrat Fuster Cabrer és una mestra i activista pels drets de les persones amb discapacitat intel·lectual mallorquina. Des de 1986 presideix la Fundació Esment.
Fuster és llicenciada en filologia anglesa i ha exercit com a mestra en diversos col·legis de Palma. Mare d'una nena amb síndrome de Down, l'any 1962 va formar part del grup de families que va fundar Esment, una entitat destinada a oferir una educació especialitzada a infants amb discapacitat intel·lectual. El 1986 va ocupar la presidència de la fundació i ha contribuït a ampliar els serveis que ofereix: escoles de formació professional, servei d'ocupació, habitatges adaptats o servei d'acompanyament, entre altres. A més, s'ha ampliat el rang d'actuació de l'organització, que també aten persones amb discapacitat motriu o en situació de vulnerabilitat.
La secció balear d'ONCE va guardonar Fuster amb el Premi Solidarios de 2015, per la seva tasca al capdavant de la fundació i pel seu caràcter solidari. El Consell Insular de Mallorca, durant l'entrega dels Premis a la Innovació Social de 2023, va reconèixer la llarga trajectòria de la presidenta d'Esment. L'any 2025 va ser reconeguda per l'edició espanyola de Forbes com una de les 50 dones més influents de les Balears.